# Catalogue thématique
Pour les articles homonymes, voir catalogue.
Un catalogue thématique, ou catalogue d’œuvres musicales, est un document répertoriant les œuvres d’un compositeur. Il est généralement organisé selon des critères thématiques (par exemple le genre musical) et chronologiques.

## Présentation
Un catalogue d'œuvres musicales est un document répertoriant l'ensemble des œuvres d'un compositeur. Les catalogues permettent notamment de limiter les confusions pouvant provenir des numéros d'opus.
Le plus ancien est le catalogue chronologique et thématique des œuvres de Mozart, dit catalogue Köchel, dont la première version date de 1862,. D'autres catalogues comparables ont été produits par la suite par différents auteurs, comme le célèbre BWV pour les œuvres de Bach ou le catalogue Deutsch pour celles de Schubert. Les catalogues évoluent avec la connaissance du corpus laissé par les artistes : les œuvres faussement attribuées en sont retirées, tandis que les œuvres découvertes tardivement y sont ajoutées.
Pour chaque entrée d'un catalogue, au-delà du nom de l'œuvre et de sa date de composition, des informations sont données sur les créateurs, les instruments, ou encore les éditions, et l'incipit est parfois inclus.
Une mention du numéro d’une œuvre dans un catalogue peut être faite après le titre de cette œuvre ; le numéro est précédé d’une abréviation désignant le catalogue :
- L’initiale du nom de l’auteur du catalogue, par exemple « K. » pour Ludwig von Köchel dans le cas de Mozart, ce qui donne « Symphonie no 41 en ut majeur, K. 551 ». En allemand, à l’abréviation s’ajoute un V (pour Verzeichnis, catalogue) : « KV 551 ».
- Un sigle commençant par une abréviation du nom du compositeur et se terminant par WV (pour Werkverzeichnis, catalogue de l’œuvre) ; par exemple « BWV » pour le Bach-Werke-Verzeichnis dans le cas de Bach, ce qui donne « Messe en si mineur, BWV 232 ».

Cette mention remplace ou complète celle du numéro d'opus ; le classement dans plusieurs catalogues peut être donné.

## Liste de catalogues thématiques
Cette section présente une liste de catalogues thématiques, classés par ordre alphabétique des compositeurs.
| Compositeur                     | Abréviation | Catalogue |
| ------------------------------- | --- | --- |
| Karl Friedrich Abel             | K | Bibliographisch-thematisches Verzeichnis der Kompositionen von Karl Friedrich Abel de Walter Knape (1972).                                      |
| Tomaso Albinoni                 | G | Tomaso Albinoni : musico di violino dilettante Veneto de Remo Giazotto (1945).                                                                  |
| Tomaso Albinoni                 | Une Liste des compositions a aussi été publiée par Michael Talbot.                                                                                        | |
| Johann Christoph Friedrich Bach | HW ou Wf | Catalogue Wohlfarth Hannsdieter Wohlfarth d'Ulrich Leisinger (1971).                                                                            |
| Johann Christian Bach           | T | John Christian Bach de Charles Sanford Terry (2e édition en 1980).                                                                              |
| Johann Christian Bach           | W | Johann Christian Bach : Thematic catalog de Ernest Warburton (1999).                                                                            |
| Carl Philipp Emanuel Bach       | Wq | Catalogue Wotquenne (Thematisches Verzeichnis der Werke von Carl Philipp Emanuel Bach) d'Alfred Wotquenne (1972).                               |
| Carl Philipp Emanuel Bach       | H | Thematic Catalogue of the Works of Carl Philipp Emanuel Bach d'Eugene Helm (1989).                                                              |
| Jean-Sébastien Bach             | BWV ou S | Bach-Werke-Verzeichnis de Wolfgang Schmieder (2e édition en 1990).                                                                              |
| Wilhelm Friedemann Bach         | F | Wilhelm Friedemann Bach - Sein Leben und seine Werke mit thematischem Verzeichnis seiner Kompositionen und zwei Bildern de Martin Falck (1956). |
| Béla Bartók                     | Sz | Béla Bartók: Weg und Werk d'András Szőllősy (1972).                                                                                             |
| Béla Bartók                     | Bela Bartok : Composition, Concepts, and Autograph Sources de Lázló Somfai (1996).                                                                        | |
| Ludwig van Beethoven            | Op. ou WoO | Das Werk Beethovens - Thematisch-Bibliographisches Verzeichnis seiner sämtlichen vollendeten Kompositionen de Georg Kinsky et Hans Halm (1979). |
| Ludwig van Beethoven            | New catalogue of the works of Ludwig van Beethoven (mise à jour du précédent) sous la direction de Kurt Dorfmüller, Norbert Gertsch et Julia Ronge (2014) | |
| Ludwig van Beethoven            | Catalogue Hess de Willy Hess (1957) | |
| Ludwig van Beethoven            | Bia | Catalogo cronologico e tematico delle opere di Beethoven comprese quelle inedite e gli abbozzi non utilizzati de Giovanni Biamonti (1968).      |
| Hector Berlioz                  | H | Catalogue of the Works of Hector Berlioz de Dallas Kern Holoman (1987).                                                                         |
| Heinrich Biber                  | C | Catalogue Chafe d'Eric Thomas Chafe |
| Georges Bizet                   | WD | Georges Bizet - Leben und Werk Catalogue Winton Dean de Winton Dean                                                                             |
| François Colin de Blamont       | FCB | Catalogue du CMBV de Benoît Dratwicki |
| Luigi Boccherini                | G | Thematic, Bibliographical, and Critical Catalogue of the Works of Luigi Boccherini d'Yves Gérard (1969).                                        |
| Johannes Brahms                 | Op. ou WoO | Johannes Brahms Thematisch-Bibliographisches Werkverzeichnis de Donald M. McCorkle et Margit L. McCorkle (1984).                                |
| Anton Bruckner                  | ABWV | Werkverzeichnis Anton Bruckner de Renate Grasberger (1977).                                                                                     |
| Gaetano Brunetti                | L | Catalogue Labrador de Germán Labrador (2005).                                                                                                   |
| Ferruccio Busoni                | BV ou K | Catalogue Kindermann (Busoni-Verzeichnis) de Jürgen Kindermann                                                                                  |
| Dietrich Buxtehude              | BuxWV | Buxtehude-Werke-Verzeichnis de Georg Karstädt (1974).                                                                                           |
| Emmanuel Chabrier               | D | Catalogue Delage de Roger Delage |
| Marc-Antoine Charpentier        | H | Les oeuvres de Marc-Antoine Charpentier: catalogue raisonné de Hugh Wiley Hitchcock (1982).                                                     |
| Louis-Nicolas Clérambault       | C | Catalogue Paris Fayard 1998 de Catherine Cessac                                                                                                 |
| Daniel Danielis                 | DDa | Catalogue du CMBV de Catherine Cessac |
| Claude Debussy                  | L | Catalogue de l'œuvre de Claude Debussy de François Lesure (1977) .                                                                              |
| Antonín Dvořák                  | B | Antonín Dvorák: Thematichy Katalog-Bibliografie de Jarmil Burghauser (1960).                                                                    |
| Jean-Fery Rebel                 | JFR | Catalogue du CNRS de Catherine Cessac |
| Zdeněk Fibich                   | Hud. | Zdeněk Fibich: Tematický katalog de Vladimír Hudec                                                                                              |
| César Franck                    | FWV | Caesar Franck de Wilhelm Mohr (1969). |
| Louis Moreau Gottschalk         | RO et Xn (X1, X2, etc.) | The Centennial Catalogue of the Published and Unpublished Compositions of Louis Moreau Gottschalk de Robert Offergeld                           |
| Élisabeth Jacquet de La Guerre  | EJG | Catalogue du CMBV de Catherine Cessac |
| Georg Friedrich Haendel         | HWV | Händel-Werke-Verzeichnis de Bernd Baselt (1986).                                                                                                |
| Joseph Haydn                    | H | Catalogue Hoboken (Thematisch-bibliographiches Werkverzeichnis) d'Anthony van Hoboken (1982).                                                   |
| Michael Haydn                   | Perger | Catalogue Perger (en) de Lothar Perger |
| Johann David Heinichen          | | Das Leben des königl. polnischen und kurfürstl. sächs. Hofkapellmeisters Johann David Heinichen de Gustav Adolph Seibel (1913).                 |
| Arthur Honegger                 | H | Catalogue Halbreich de Harry Halbreich (1994).                                                                                                  |
| Leoš Janáček                    | JW | Janácek's works : a catalogue of the music and writings de Nigel Simeone, John Tyrrell et Alena Němcová (1997).                                 |
| Michel-Richard de Lalande       | S | Catalogue Oxford University Press de Lionel Sawkins (2005).                                                                                     |
| Jean-Marie Leclair              | JML | Catalogue du CMBV de Thomas Leconte |
| Franz Liszt                     | S | Catalogue Searle (The Music of Liszt, S.1 à S.350 et S.351 à S.999) d'Humphrey Searle.                                                          |
| Franz Liszt                     | R | Liszts Schaffen de Peter Raabe (2e édition en 1968).                                                                                            |
| Jean-Baptiste Lully             | LWV | Lully-Werke-Verzeichnis d'Herbert Schneider (1981).                                                                                             |
| Bohuslav Martinů                | H | Catalogue Halbreich de Harry Halbreich (1968, rév. 2007).                                                                                       |
| Felix Mendelssohn               | MWV | Mendelssohn-Werkverzeichnis de Ralf Wehner |
| Claudio Monteverdi              | SV | Claudio Monteverdi: Verzeichnis der erhaltenen Werke de Manfred H. Stattkus (1985).                                                             |
| Wolfgang Amadeus Mozart         | K ou KV | Catalogue Köchel de Ludwig von Köchel (1re édition - 1862).                                                                                     |
| Niccolò Paganini                | MS | Catalogo tematico delle musiche di Niccolò Paganini de Maria Rosa Moretti et Anna Sorento (1982).                                               |
| Ignace Pleyel                   | B ou Ben | Ignace Pleyel, A Thematic Catalogue of his Compositions de Rita Benton                                                                          |
| Henry Purcell                   | Z | Henry Purcell, 1659-1695: an analytical catalog of his complete works de Franklin B. Zimmerman (1990).                                          |
| Jean-Philippe Rameau            | | Catalogue du CNRS de Sylvie Bouissou, Pascal Denéchau et Denis Herlin                                                                           |
| Maurice Ravel                   | M | Catalogue Marnat de Marcel Marnat |
| Ottorino Respighi               | P | Catalogue Pedarra de Potito Pedarra |
| Johann Theodor Römhildt         | RoemV | Roemhildt-Verzeichnis de C. Ahrens et S. Dierke.                                                                                                |
| Albert Roussel                  | L | Catalogue raisonné de l'oeuvre d'Albert Roussel de Nicole Labelle (1992).                                                                       |
| Camille Saint-Saëns             | R | Camille Saint-Saëns, 1835-1921: a thematic catalogue of his complete works de Sabina Teller Ratner (2002).                                      |
| Domenico Scarlatti              | L | Indice tematico delle sonate per clavicembalo d'Alessandro Longo (1976).                                                                        |
| Domenico Scarlatti              | K | Domenico Scarlatti de Ralph Kirkpatrick (1981).                                                                                                 |
| Domenico Scarlatti              | P | Catalogue Pestelli (P.) de Giorgio Pestelli |
| Domenico Scarlatti              | F | Catalogue d'Emilia Fadini |
| Franz Schubert                  | D | Catalogue Deutsch d'Otto Erich Deutsch (1978).                                                                                                  |
| Robert Schumann                 | Op. ou WoO | Robert Schumann Thematisch-Bibliographisches Werkverzeichnis de Margit L. McCorkle (2003).                                                      |
| Heinrich Schütz                 | SWV | Schütz-Werke-Verzeichnis de Werner Bittinger (1960).                                                                                            |
| Georg Philipp Telemann          | TWV | Telemann-Werke-Verzeichnis de Martin Ruhnke. |
| Antonio Vivaldi                 | P | Antonio Vivaldi et la musique instrumentale Tome II: Inventaire thématique (Catalogue Pincherle) de Marc Pincherle (1948).                      |
| Antonio Vivaldi                 | F | Antonio Vivaldi - catalogo numerico-tematico delle opere strumentali (Catalogue Fanna) d’Antonio Fanna (1986).                                  |
| Antonio Vivaldi                 | R ou RV | Catalogue Ryom de Peter Ryom (1973). |
| Richard Wagner                  | WWV | Wagner-Werk-Verzeichnis de John Deathridge, Martin Geck et Egon Voss (1986).                                                                    |
| Carl Maria von Weber            | J | Catalogue Jähns de Friedrich Wilhelm Jähns (1967).                                                                                              |